# Dasineura lysimachiae
Dasineura lysimachiae är en tvåvingeart som först beskrevs av Beutenmuller 1907.  Dasineura lysimachiae ingår i släktet Dasineura och familjen gallmyggor. Inga underarter finns listade i Catalogue of Life.